# Eothenomys olitor
Eothenomys olitor é uma espécie de roedor da família Cricetidae.
Apenas pode ser encontrada na China.